# کاردام (استان دوبریچ)
کاردام (به بلغاری: Kardam) یک منطقهٔ مسکونی در بلغارستان است که در شهرستان جنرال توشوو واقع شده‌است.